# 大坪純子
大坪 純子（おおつぼ じゅんこ、3月10日 - ）は、日本の女性声優。広島県出身。オフィス80に所属していたが出産を理由に引退したと言われている。

## 後任
大坪の持ち役を引き継いだのは以下の人物である。
- 冨永みーな - 『赤ずきんチャチャ』:ドロシー、エリザベス、60話から
- 星野千寿子 - 『スーパーヅガン』:早見明菜、当時の声優を起用したゲーム『麻雀やろうぜ!2』の代役

## 出演作品
※太字はメインキャラクター。

### テレビアニメ
- クッキングパパ（1992年 - 1994年、根子田味知）
- スーパーヅガン（1992年 - 1993年、早見明菜、尾宮）
- 姫ちゃんのリボン（1992年 - 1993年）
- 赤ずきんチャチャ（1994年 - 1995年、どろしー〈初代〉、エリザベス〈初代〉）

### 映画
- 地球を救え!なかまたち ちびねこトムの大冒険（1992年、子供）

### OVA
- ふぁんたじあ（1993年、モンブラン）
- 爆炎CAMPUSガードレス（1994年）

### ゲーム
- あにまーじゃんX（1994年、あき）
- 赤ずきんチャチャ お騒がせパニックレース（1996年、どろしー、エリザベス）